# Ricine

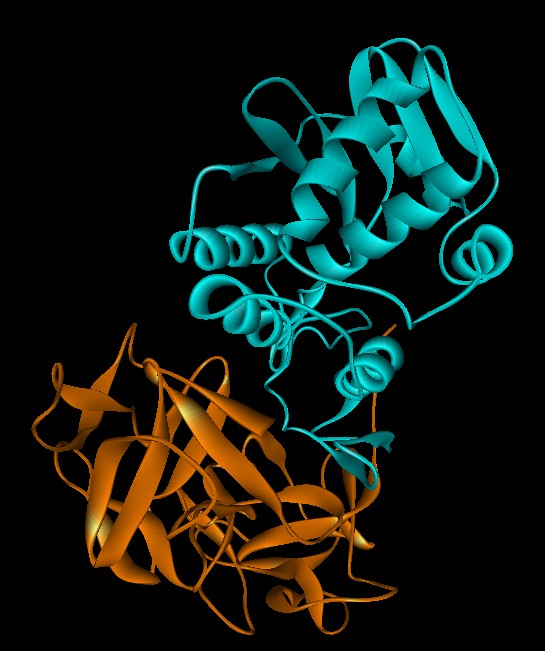
Ricine: de A-deelketen is blauw en de B-deelketen is oranje afgebeeld

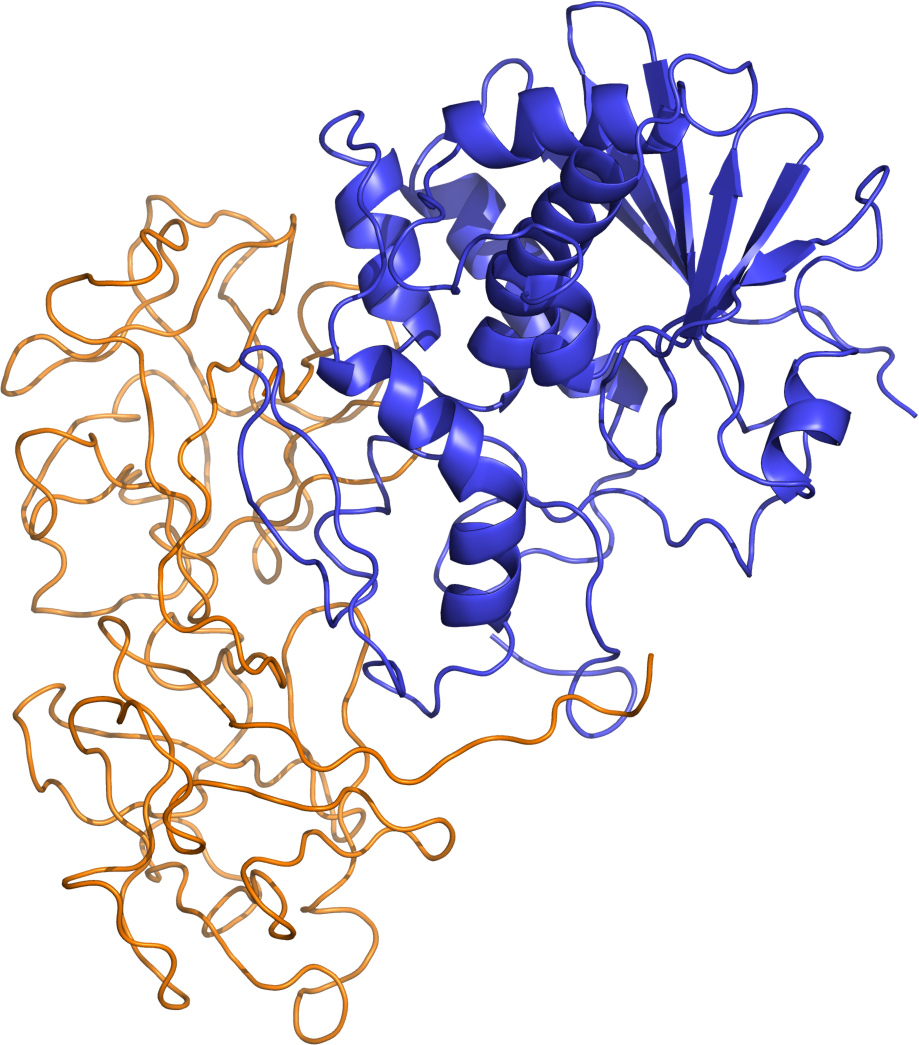
Ricine

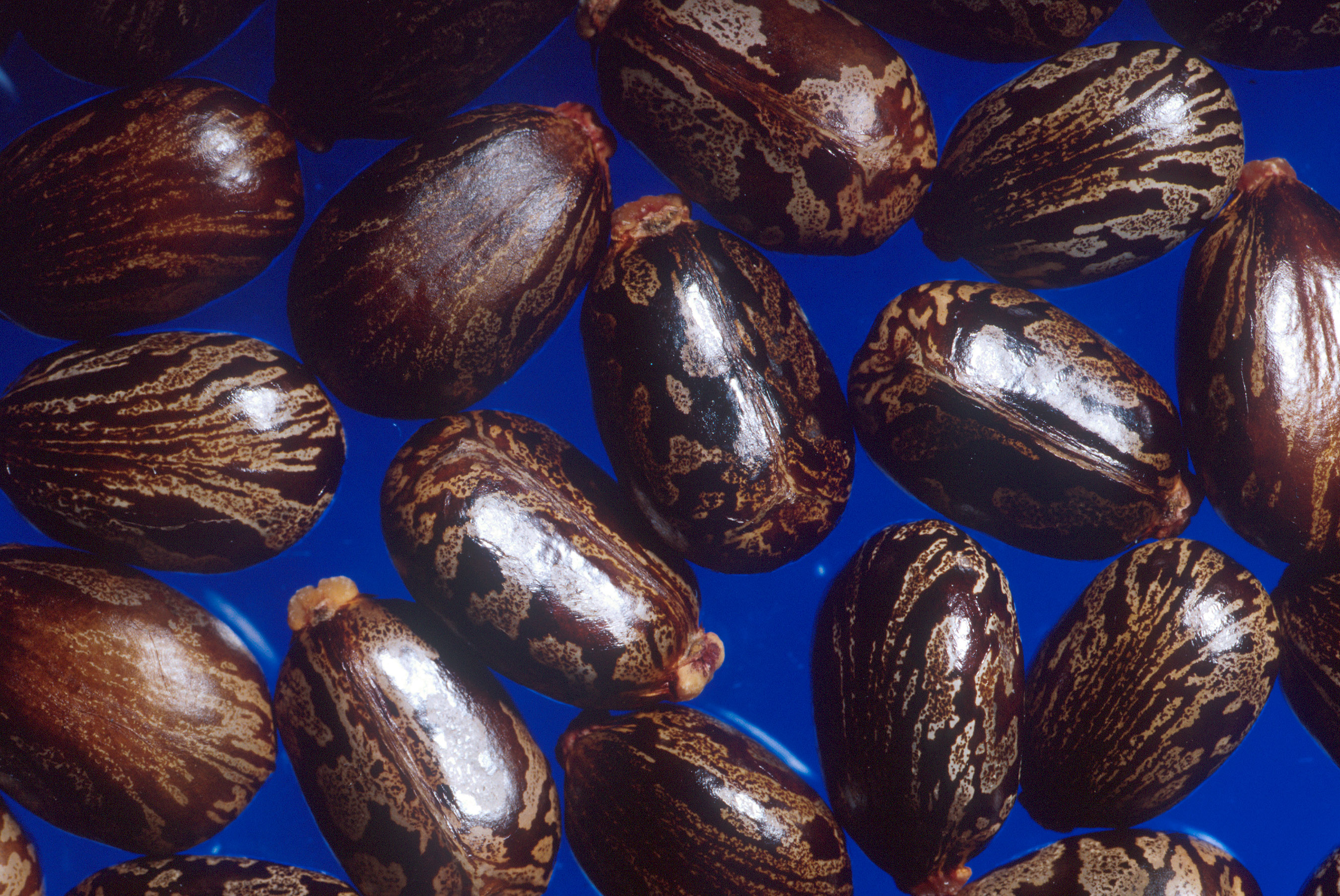
Castorbonen

Ricine is een stof die voornamelijk bekendstaat als vergif. Daarnaast wordt er intensief onderzoek gedaan naar de mogelijkheid het als cel-selectief middel in te zetten bij de behandeling van kanker.

## Boon
Ricine is afkomstig van de bonen van de Ricinus communis (wonderboom, castorolieplant), een plant die in Nederland wel als sierplant en in wat zuidelijker streken voor de olie wordt gekweekt. De plant is oorspronkelijk uit Afrika afkomstig.
Ricine is een eiwit, behorende tot de groep van de lectines, dat bestaat uit twee deelketens, A en B genaamd, waarvan de ene zich aan bestanddelen van de celmembraan hecht en zorgt dat de stof in een cel wordt opgenomen, en de andere een enzymwerking heeft die een essentieel deel van een ribosoom permanent onwerkzaam maakt waardoor een cel die een ricinemolecuul heeft opgenomen na korte tijd niet meer in staat is om eiwitten te synthetiseren en sterft. Vormen van dit laatste enzym komen in veel meer planten voor, bijvoorbeeld in tarwekiemen, maar dit leidt in die gevallen blijkbaar niet tot problemen omdat de component ontbreekt die opname in de cel verzorgt.
Ricine is in aanzienlijke hoeveelheden (enige procenten) aanwezig in het pulp dat overblijft na uitpersen van de zaden voor ricinusolie. Het is wateroplosbaar en de productie is relatief gemakkelijk en goedkoop. Het gif kan worden ingeademd, ingeslikt of ingespoten en er bestaat geen tegengif. Zelfs in kleine hoeveelheden is ricine in zuivere toestand dodelijk. De dodelijke dosis voor een mens is 0,03 milligram, dat is een hoeveelheid die uit één enkele wonderboon gehaald kan worden.
In praktijk zijn voor een dodelijke orale dosis voor een volwassene rond de 10 bonen nodig doordat een groot deel van de ricine al wordt afgebroken voor het de cellen kan bereiken. Voor kinderen is deze dosis uiteraard kleiner, en sowieso is het niet verstandig ook maar een enkele boon te consumeren.

## Ricine als chemisch wapen
Ricine is een stof die gezien wordt als een mogelijk chemisch wapen en is daarom opgenomen op Lijst 1 van het Verdrag chemische wapens. Wonderbonen zijn vrij makkelijk te verkrijgen en het is zelfs mogelijk voor kwaadwillenden om hele akkers wonderbonen te kweken voor ricineproductie, zoals men cocaplanten kweekt voor cocaïneproductie. Uit de boon kan vervolgens ricine worden geraffineerd, een proces dat mogelijk is met een kleine hoeveelheid apparatuur. Het aan banden leggen van de handel in wonderbonen is daarom ook ondoenlijk, men kan slechts het raffineren van het gif bestrijden.
Niet alleen is ricine zeer giftig, maar bovendien is het moeilijk te detecteren. Ricine is een eiwit en geen element of alkaloïde, waardoor de stof moeilijker (als lichaamsvreemde stof) is aan te tonen. Bovendien vindt ricine al binnen enkele uren zijn weg naar de lichaamscellen om daar zijn dodelijk werk te doen, en verdwijnt hiermee als zodanig uit het bloed en lichaam.
Men vermoedt dat een dissidente Bulgaarse journalist, Georgi Markov, in opdracht van de Bulgaarse geheime dienst in 1978 in Londen is vermoord door hem met een paraplupunt te prikken waarbij een minuscuul stalen bolrond kogeltje in het spierweefsel werd gebracht. Het kogeltje was doorboord en bood plaats aan ca 0,3 mg vergif; tien maal de dodelijke dosis voor mensen. Markov overleed een paar dagen later. Op grond van de symptomen en de minimale hoeveelheid gif die kon zijn gebruikt, neemt men aan dat dit ricine moet zijn geweest. Direct bewijs ontbreekt.
In januari 2023 werd in Duitsland een Iraanse man aangehouden die ervan werd verdacht met ricine en cyanide een aanslag te hebben willen plegen.

## Vergiftigingssymptomen
De symptomen zijn afhankelijk van de dosis en de manier van toedienen. Mogelijke gevolgen zijn zwakte, koorts, hoesten, ademhalingsproblemen, gewrichtsklachten, schade aan de luchtwegen, braken, krampen en diarree. Ook kan het zenuwstelsel aangetast worden. Ricine kan oraal worden toegediend, worden geïnjecteerd of worden geïnhaleerd als aerosol. Injectie of inhalatie geeft een sterkere reactie dan orale inname.
Bij orale toediening zijn de eerste vergiftigingsverschijnselen meestal een bloedige stoelgang en bloedig braaksel. Dan volgen circulatieproblemen en sterke huidveranderingen. Ook bij dieren komt het tot vergiftigingen met soortgelijke symptomen. Voor paarden geldt reeds 0,2 gram ricinuszaden als dodelijke dosis.
Als eerste hulp geldt het toedienen van een sterk adsorptiemiddel (zoals actieve kool) om de absorptie van gifstoffen door de maag te verminderen. Daarna onmiddellijk maagspoelingen.
Acties als braken en vocht laten drinken worden juist door medici afgeraden in geval van ricinevergiftiging. Braken kan zorgen voor beschadiging van slokdarm en keel, extra vocht zorgt ervoor dat een gif sneller wordt opgenomen in het lichaam.
Bij krampen kan men diazepam toedienen.

## Kankerbestrijding
Men denkt dat ricine in de toekomst misschien een rol kan spelen in de strijd tegen kanker, mits er een methode wordt gevonden om het selectief in kankercellen binnen te loodsen; dit geldt ook voor veel andere giffen. Door ricine of een ander gif in een specifieke kankercel te krijgen kan de kanker worden bestreden zonder andere cellen aan te tasten. Op die manier zouden patiënten ook minder last hebben van bijwerkingen.